# 오피클라이드

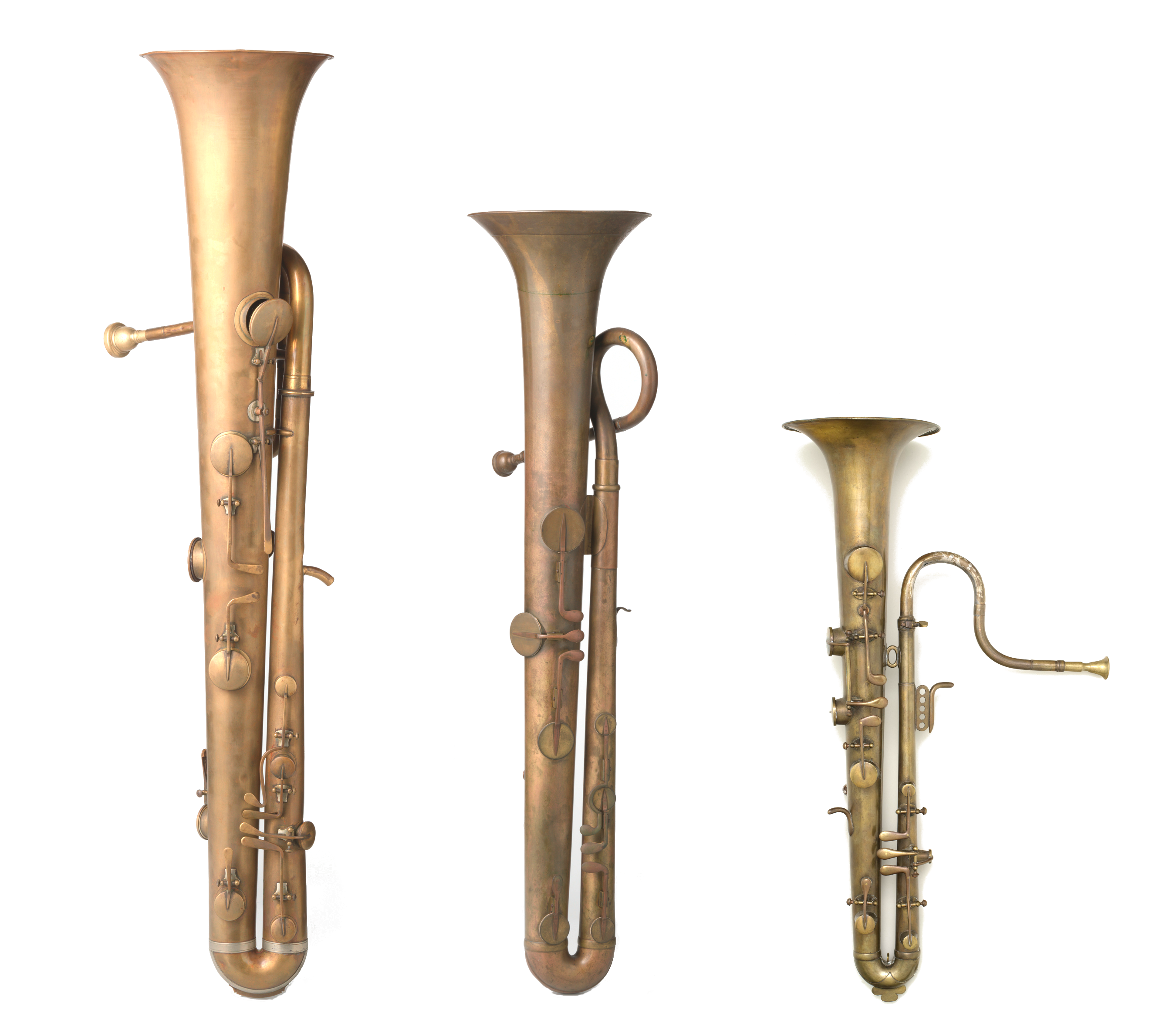

오피클라이드(Ophicleide)는 금관악기의 일종이다.
오피클라이드는 금관악기 중에서도 가장 큰 악기로, 트럼펫의 약 1.5배 정도의 크기를 가지고 있다. 높은 음역을 담당하며, 웅장하고 화려한 소리를 내는 것이 특징이다.
오피클라이드를 사용하는 대표적인 음악가로는 트럼펫 연주자였던 패트릭 위바르트(Patrick Wibart)가 있다. 그는 비르투오소 오피클라이드(The Virtuoso Ophicleide)를 사용하여 다양한 작품을 연주하였다.
현재 오피클라이드는 수입 제품으로, 가격이 다소 높게 형성되어 있다. 하지만, 금관악기 중에서도 가장 큰 소리를 내는 악기로, 웅장하고 화려한 소리를 원하는 사람들에게 추천할 만한 악기이다.